# Keegan Allen
Keegan Allen (22 de julio de 1989) es un actor, fotógrafo y músico estadounidense. Allen es conocido por su papel de Toby Cavanaugh en Pretty Little Liars de Freeform.

## Biografía
Allen nació en California, hijo del actor Phillip R. Allen. La pasión de Keegan en sus años de juventud tendió hacia la fotografía, cinematografía y otros papeles detrás de la cámara. Además es judío.

### Carrera
A la edad de trece Keegan obtuvo su primer trabajo pagado por un pequeño papel sin diálogo en un documental de Animal Planet. En 2010, después de un largo descanso de la actuación, Keegan apareció en Big Time Rush de Nickelodeon. Poco después, Keegan consiguió un papel recurrente en la serie Pretty Little Liars de la cadena Freeform como Toby Cavanaugh, el interés amoroso de Spencer Hastings (Troian Bellisario) a lo largo de 7 temporadas. Actualmente forma parte el elenco de Walker, serie de The CW, remake de la serie del mismo nombre de los 90, dando vida al hermano del protagonista, Liam Walker.

### Vida personal
De 2011 a 2012, Keegan Allen estaba en una relación con la actriz estadounidense Skyler Samuels. A partir de noviembre de 2012 a  diciembre de 2015 fue el novio de la fotógrafa estadounidense Caroline "Chuck" Grant, la hermana menor de la cantante Lana del Rey.
Desde de abril de 2016, Keegan está en una relación con la modelo Ali Collier.

## Filmografía

### Cine
| Año  | Título                 | Personaje         | Notas        |
| ---- | ---------------------- | ----------------- | ------------ |
| 2002 | Small Emergencies      | Hijo              | Cortometraje |
| 2013 | Palo Alto              | Archie            |              |
| 2014 | The Sound and The Fury | Showman           |              |
| 2014 | The Hazing Secret      | Dr. Trent Rothman |              |
| 2015 | Bukowski               | Jimmy Haddox      |              |
| 2016 | En lucha incierta      | Keller            |              |
| 2016 | A Moving Romance       | Scott Norell      |              |
| 2016 | King Cobra             | Harlow            |              |

### Televisión
| Año     | Título                         | Personaje      | Notas                                |
| ------- | ------------------------------ | -------------- | ------------------------------------ |
| 2010    | Big Time Rush                  | Modelo #2      | 1 episodio                           |
| 2010-17 | Pretty Little Liars            | Toby Cavanaugh | 91 episodios                         |
| 2011    | CSI: Crime Scene Investigation | Max Ferris     | 1 episodio                           |
| 2013    | I Hate My Teenage Daughter     | Jake           | 1 episodio                           |
| 2015    | Young & Hungry                 | Tyler          | 1 episodio                           |
| 2016    | Youthful Daze                  | Kyle           | 1 episodio                           |
| 2019    | Dilema                         | Billy          | 2 episodios                          |
| 2021—24 | Walker                         | Liam Walker    | Elenco principal, serie de TV The CW |

## Discografía

### Sencillos
| Año  | Sencillo             | Posiciones en listas      | Posiciones en listas | Posiciones en listas | Posiciones en listas | Posiciones en listas | Álbum |
| Año  | Sencillo             | Bandera de Estados Unidos | Bandera de Canadá    | Bandera de Francia   | Bandera de España    |                      | Álbum |
| ---- | -------------------- | ------------------------- | -------------------- | -------------------- | -------------------- | -------------------- | ----- |
| 2017 | «Million Miles Away» | —                         | —                    | —                    | —                    | —                    | ¿?    |
| 2018 | «Inside Day»         | —                         | —                    | —                    | —                    | —                    | ¿?    |

## Premios y nominaciones
| Año  | Premio             | Categoría                                          | Trabajo             | Resultado |
| ---- | ------------------ | -------------------------------------------------- | ------------------- | --------- |
| 2011 | Teen Choice Awards | "Choice Summer TV Star: Male"                      | Pretty Little Liars | Nominado  |
| 2013 | TV Guide Awards    | "Favorite Villain" (compartido con: Janel Parrish) | Pretty Little Liars | Nominado  |
| 2013 | Teen Choice Awards | "Choice Summer TV Star: Male"                      | Pretty Little Liars | Ganador   |
| 2014 | Teen Choice Awards | "TV Actor Drama"                                   | Pretty Little Liars | Nominado  |
| 2015 | Teen Choice Awards | "TV Actor Drama"                                   | Pretty Little Liars | Nominado  |
| 2016 | Teen Choice Awards | "TV Actor Drama"                                   | Pretty Little Liars | Nominado  |